# Въглероден оксид
Въглеродният монооксид, наричан също въглероден оксид или въглероден окис, е газ без цвят и мирис, с моларна маса 28 g/mol (по-лек от въздуха). Химичната му формула е CO. Въглеродният оксид е продукт от непълното изгаряне на съдържащи въглерод вещества при липса на достатъчно кислород, необходим за пълното окисление до въглероден диоксид (CO2). При висока концентрация газът е опасен за хората и животните, въпреки че се произвежда в малки количества при нормалния метаболизъм на животните и се смята, че има нормални биологични функции. Въглеродният оксид се поема чрез дишането и достига до кръвообращението чрез газообмена в белите дробове. Свързва се с хемоглобина, като се образува карбоксихемоглобин. Нормалните нива на концентрация в кръвта на карбоксихемоглобина са от 0% до 3%, като при пушачите са по-високи. Вдишването на достатъчно голямо количество води до задушаване и може да причини смърт.

## Химични свойства
Въглеродният оксид е полярна, слабо разтворима във вода молекула. Не взаимодейства с киселини, основи и водата, поради което е неутрален оксид.
Въглеродният оксид е продукт от химичната реакция на непълно горене на въглерода. Получава се при нагряване на графит в ограничена на O2 атмосфера:
{\displaystyle {\ce {2C + O2 -> 2CO + Q}}}.
Възможно е да бъде получен от водна пара и нагрят кокс. Получената смес е наречена воден газ:
{\displaystyle {\ce {C + H2O <=> CO2 + H2}}}.
Лабораторни методи за получаване на оксида включват нагряване на безводни мравчена или оксалова киселина в сярнокисели условия:
{\displaystyle {\ce {H2C2O4}}\xrightarrow {\mathrm {^{\circ }C,~H^{+}} } {\ce {CO + CO2{}+ H2O}}},
{\displaystyle {\ce {HCOOH}}\xrightarrow {\mathrm {k.~H_{2}SO_{4}} } {\ce {CO + H2O}}}.
Въглеродният оксид лесно изгаря със син пламък, отделяйки голямо количество топлина:
{\displaystyle {\ce {2CO + O2 -> 2CO2 + Q}}}.
Присъединява се към молекули NaOH и NaOCH3:
{\displaystyle {\ce {CO + NaOH -> NaOOC + 1/2 H2}}},
{\displaystyle {\ce {CO + NaOCH3 -> NaOOCCH3}}}.
Редуцира много метални оксиди и някои разтвори на техни соли при нагряване, поради което е от най-използваните редуциращи агенти в металургията:
{\displaystyle {\ce {CO + PdCl2 + H2O -> Pd + CO2 + 2HCl}}}.
Паладият се отделя като кафяв колоиден разтвор. Тази реакция е много чувствителна и се използва за идентифициране на CO.
Тази редукция е етап от получаването на някои метали, например Zn:
{\displaystyle {\ce {CO + ZnO -> Zn + CO2}}}.
Реагира с хлор и сяра при нагряване:
{\displaystyle {\ce {CO + Cl2 -> COCl2}}} (фосген),
{\displaystyle {\ce {CO + S -> COS}}} (карбонилсулфид).
Молекулата на CO е изоелектронна на N2. Свободната електронна двойка при въглерода (:CO) позволява образуването на множество адукти. С CuCl образува адукта CuCl·CO(H2O)2 в кисела среда.

## Токсичност
Отравяне с въглероден оксид настъпва при вдишване на достатъчно голямо количество от токсичния за човешкия организъм газ. Наличието на въглероден оксид във въздуха е трудно доловимо от човек, тъй като газът няма цвят и миризма. Източници на въглероден оксид могат да бъдат всякакви отоплителни уреди, поставени на непроветриво място: газови уреди, камини, печки на дърва, също изгорелите газове от автомобил; цигареният дим също може да съдържа високи концентрации на CO.
Постъпвайки в кръвообращението, въглеродният оксид се свързва с хемоглобина, който е основното съединение, пренасящо кислород в човешкото тяло; така се получава съединението карбоксихемоглобин. По този начин се възпрепятства доставката на кислород от хемоглобина до тъканите и това води до хипоксия. Aфинитетът на хемоглобина към въглеродния оксид е около 230 пъти по-силен от този към кислорода. Концентрация на газа от порядъка на 667 ppm може да причини превръщането на 50% от хемоглобина в човешкото тяло в карбоксихемоглобин, което води до пристъпи на задушаване, кома или смърт.